# Luca Mezzano
Luca Antonino Mezzano (Turim, 1 de agosto de 1977) é um ex-futebolista profissional e atualmente treinador italiano que atuava como defensor

## Carreira
Luca Mezzano começou no Torino FC.